# Squeeze 1
Squeeze #1 è un singolo della rapper italiana Anna, pubblicato l'8 luglio 2021 da Universal Records.

## Video musicale
Il videoclip del brano è stato pubblicato in concomitanza con l'uscita del singolo, l'8 luglio 2021, sul canale YouTube della rapper. Nel video, diretto da Andrea Folino, si può vedere Anna che rappa prima in un appartamento e poi fuori, illuminata dal faro di un elicottero.

## Tracce
Testi di Anna Pepe e Young Miles, musiche di Young Miles.
1. Squeeze #1 – 2:24